# Culpas ajenas
Culpas ajenas é uma telenovela mexicana, produzida pela Televisa e exibida em 1961 pelo Telesistema Mexicano.

## Elenco
- Silvia Caos
- Raúl Farell
- Carmelita González
- Roberto Cañedo
- Francisco Jambrina